# Tetranema michaelfayanum
Tetranema michaelfayanum är en grobladsväxtart som beskrevs av Christenh.. Tetranema michaelfayanum ingår i släktet Tetranema och familjen grobladsväxter. Inga underarter finns listade i Catalogue of Life.